# Equador na Copa do Mundo FIFA de 2014
A Seleção Equatoriana de Futebol foi uma das 32 participantes da Copa do Mundo FIFA de 2014, realizada no Brasil.

## Amistosos prévios
| 5 de março de 2014 | Austrália                    | 3–4 | Equador                                                   | Londres, Inglaterra                                      |  |
| 16:00              | Cahill 8', 32' · Jedinak 15' |     | Martínez 57' · Castillo 61' · Valencia 77' · Méndez 90+2' | Estádio: The Den Público: 7,133 Árbitro: ENG Lee Probert |  |

| 17 de maio de 2014 | Países Baixos  | 1–1 | Equador    | Amsterdam, Holanda                                                   |  |
| 15:30              | van Persie 37' |     | Montero 9' | Estádio: Amsterdam ArenA Público: 50,000 Árbitro: CZE Pavel Královec |  |

| 31 de maio de 2014 | México                                 | 3–1 | Equador      | Arlington, Estados Unidos                                       |  |
| 16:00              | Montes 33' · Fabián 69' · Banguera 76' |     | Valencia 80' | Estádio: Dallas Cowboys Público: 75,000 Árbitro: PAN John Pitti |  |

| 4 de junho de 2014 | Inglaterra               | 2–2 | Equador                  | Miami Gardens, Estados Unidos                                        |  |
| 16:00              | Rooney 29' · Lambert 51' |     | Valencia 8' · Arroyo 70' | Estádio: Hard Rock Stadium Público: 21,534 Árbitro: USA Jair Marrufo |  |

## Classificação
| Pos | Equipe   | Pts | J | V | E | D | GP | GC | SG | Classificado      |
| --- | -------- | --- | - | - | - | - | -- | -- | -- | ----------------- |
| 1   | França   | 7   | 3 | 2 | 1 | 0 | 8  | 2  | +6 | Fase eliminatória |
| 2   | Suíça    | 6   | 3 | 2 | 0 | 1 | 7  | 6  | +1 | Fase eliminatória |
| 3   | Equador  | 4   | 3 | 1 | 1 | 1 | 3  | 3  | 0  | Eliminado         |
| 4   | Honduras | 0   | 3 | 0 | 0 | 3 | 1  | 8  | −7 | Eliminado         |

## Fase de grupos
Sorteada no grupo E, O Equador enfrentou as seleções da Suíça, de Honduras,  e da França.
| 15 de junho   | Suíça                         | 2 – 1     | Equador         | Estádio Nacional de Brasília, Brasília       |
| 13:00 (UTC−3) | Mehmedi 48' · Seferović 90+3' | Relatório | E. Valencia 22' | Público: 68 351 Árbitro: UZB Ravshan Irmatov |

| Suíça | Equador |

| SUÍÇA:          |    |                      |     |     |
|                 |    |                      |     |     |
| GR              | 1  | Diego Benaglio       |     |     |
| LD              | 2  | Stephan Lichtsteiner |     |     |
| ZA              | 20 | Johan Djourou        | 84' |     |
| ZA              | 5  | Steve von Bergen     |     |     |
| LE              | 13 | Ricardo Rodríguez    |     |     |
| VO              | 11 | Valon Behrami        |     |     |
| VO              | 8  | Gökhan İnler         |     |     |
| MC              | 23 | Xherdan Shaqiri      |     |     |
| MC              | 10 | Granit Xhaka         |     |     |
| MC              | 14 | Valentin Stocker     |     | 46' |
| AT              | 19 | Josip Drmić          |     | 75' |
| Substituições:  |    |                      |     |     |
| AT              | 18 | Admir Mehmedi        |     | 46' |
| AT              | 9  | Haris Seferović      |     | 75' |
| Treinador:      |    |                      |     |     |
| Ottmar Hitzfeld |    |                      |     |     |

| EQUADOR:       |    |                     |     |     |
|                |    |                     |     |     |
| GR             | 22 | Alexander Domínguez |     |     |
| LD             | 4  | Juan Carlos Paredes | 53' |     |
| ZA             | 3  | Frickson Erazo      |     |     |
| ZA             | 2  | Jorge Guagua        |     |     |
| LE             | 10 | Walter Ayoví        |     |     |
| VO             | 16 | Antonio Valencia    |     |     |
| MC             | 23 | Carlos Gruezo       |     |     |
| MC             | 6  | Christian Noboa     |     |     |
| MC             | 7  | Jefferson Montero   |     | 77' |
| AT             | 11 | Felipe Caicedo      |     | 70' |
| AT             | 13 | Enner Valencia      |     |     |
| Substituições: |    |                     |     |     |
| AT             | 15 | Michael Arroyo      |     | 70' |
| AT             | 9  | Joao Rojas          |     | 77' |
| Treinador:     |    |                     |     |     |
| Reinaldo Rueda |    |                     |     |     |

| Homem do Jogo: Xherdan Shaqiri Bandeirinhas: Abdukhamidullo Rasulov Bahadyr Kochkarov Quarto árbitro: Svein Oddvar Moen Quinto árbitro: Kim Haglund |

| 20 de junho   | Honduras   | 1 – 2     | Equador              | Arena da Baixada, Curitiba                     |
| 19:00 (UTC−3) | Costly 31' | Relatório | E. Valencia 34', 65' | Público: 39 224 Árbitro: AUS Benjamin Williams |

| Honduras | Equador |

| HONDURAS:            |    |                    |       |     |
|                      |    |                    |       |     |
| GR                   | 18 | Noel Valladares    |       |     |
| LD                   | 21 | Brayan Beckeles    |       |     |
| ZA                   | 5  | Víctor Bernárdez   | 7'    |     |
| ZA                   | 3  | Maynor Figueroa    |       |     |
| LE                   | 7  | Emilio Izaguirre   |       | 46' |
| MD                   | 14 | Óscar García       |       | 83' |
| MC                   | 19 | Luis Garrido       |       | 71' |
| MC                   | 20 | Jorge Claros       |       |     |
| ME                   | 15 | Roger Espinoza     |       |     |
| AT                   | 13 | Carlo Costly       |       |     |
| AT                   | 11 | Jerry Bengtson     | 45+3' |     |
| Substituições:       |    |                    |       |     |
| ZA                   | 6  | Juan Carlos García |       | 46' |
| MC                   | 10 | Mario Martínez     |       | 71' |
| MC                   | 23 | Marvin Chávez      |       | 83' |
| Treinador:           |    |                    |       |     |
| Luis Fernando Suárez |    |                    |       |     |

| EQUADOR:       |    |                     |     |       |
|                |    |                     |     |       |
| GR             | 22 | Alexander Domínguez |     |       |
| LE             | 4  | Juan Carlos Paredes |     |       |
| ZA             | 3  | Frickson Erazo      |     |       |
| ZA             | 2  | Jorge Guagua        |     |       |
| LE             | 10 | Walter Ayoví        |     |       |
| MD             | 16 | Antonio Valencia    | 57' |       |
| MC             | 14 | Oswaldo Minda       |     | 83'   |
| MC             | 6  | Christian Noboa     |     |       |
| ME             | 7  | Jefferson Montero   | 80' | 90+2' |
| AT             | 11 | Felipe Caicedo      |     | 82'   |
| AT             | 13 | Enner Valencia      | 73' |       |
| Substituições: |    |                     |     |       |
| MC             | 8  | Édison Méndez       |     | 82'   |
| MC             | 23 | Carlos Gruezo       |     | 83'   |
| ZA             | 21 | Gabriel Achilier    |     | 90+2' |
| Treinador:     |    |                     |     |       |
| Reinaldo Rueda |    |                     |     |       |

| Homem do Jogo: Enner Valencia Bandeirinhas: Matthew Cream Hakan Anaz Quarto árbitro: Yuichi Nishimura Quinto árbitro: Toru Sagara |

| 25 de junho   | Equador | 0 – 0     | França | Maracanã, Rio de Janeiro                     |
| 17:00 (UTC−3) |         | Relatório |        | Público: 73 749 Árbitro: CIV Noumandiez Doué |

| Equador | França |

| EQUADOR:       |    |                     |     |     |
|                |    |                     |     |     |
| GR             | 22 | Alexander Domínguez |     |     |
| LD             | 4  | Juan Carlos Paredes |     |     |
| ZA             | 2  | Jorge Guagua        |     |     |
| ZA             | 3  | Frickson Erazo      | 83' |     |
| LE             | 10 | Walter Ayoví        |     |     |
| MD             | 16 | Antonio Valencia    | 50' |     |
| MC             | 14 | Oswaldo Minda       |     |     |
| MC             | 6  | Christian Noboa     |     | 89' |
| ME             | 7  | Jefferson Montero   |     | 63' |
| AT             | 15 | Michael Arroyo      |     | 82' |
| AT             | 13 | Enner Valencia      |     |     |
| Substitutions: |    |                     |     |     |
| MC             | 5  | Renato Ibarra       |     | 63' |
| MC             | 21 | Gabriel Achilier    |     | 82' |
| AT             | 11 | Felipe Caicedo      |     | 89' |
| Treinador:     |    |                     |     |     |
| Reinaldo Rueda |    |                     |     |     |

| FRANÇA:          |    |                     |  |     |
|                  |    |                     |  |     |
| GR               | 1  | Hugo Lloris         |  |     |
| LD               | 15 | Bacary Sagna        |  |     |
| ZA               | 21 | Laurent Koscielny   |  |     |
| ZA               | 5  | Mamadou Sakho       |  | 61' |
| LE               | 17 | Lucas Digne         |  |     |
| VO               | 22 | Morgan Schneiderlin |  |     |
| MC               | 19 | Paul Pogba          |  |     |
| MC               | 14 | Blaise Matuidi      |  | 67' |
| AD               | 11 | Antoine Griezmann   |  | 79' |
| AT               | 18 | Moussa Sissoko      |  |     |
| AE               | 10 | Karim Benzema       |  |     |
| Substitutions:   |    |                     |  |     |
| ZA               | 4  | Raphaël Varane      |  | 61' |
| AT               | 9  | Olivier Giroud      |  | 67' |
| AT               | 20 | Loïc Rémy           |  | 79' |
| Treinador:       |    |                     |  |     |
| Didier Deschamps |    |                     |  |     |

| Homem do Jogo: Alexander Domínguez Bandeirinhas: Songuifolo Yeo Jean-Claude Birumushahu Quarto árbitro: Björn Kuipers Quinto árbitro: Sander van Roekel |